# 毛起龍
毛起龍（1652年1月29日（順治八年十二月十九日）—1715年11月18日（康熙五十四年十月廿三日）），和名識名盛命，童名思五良，號瑞雲，琉球國第二尚氏王朝政治家、三司官。
毛起龍是三司官毛泰永（伊野波盛紀）的第三子，也是毛克盛（伊野波盛平）的弟弟。
毛起龍於康熙四十一年十月二十四日（1702年12月12日）就任三司官。任內，他奉命對《思草紙》進行重新編集，還編纂了第一部冲繩語辭典《混効驗集》。
康熙四十八年十一月十八日（1709年12月18日），賜紫地浮織冠。康熙五十一年七月三日（1712年8月4日）致仕。康熙五十四年十月廿三日（1715年11月18日）卒，壽六十五。
毛起龍也是一位和文學者，他以日語的擬古文體寫下了紀行文《思出草》。